# Ouro Verde (Campinas)
Ouro Verde é um distrito pertencente ao município de Campinas, no estado de São Paulo. Criado por plebiscito no ano de 2015, fica a 14 km do centro e tem a Rodovia dos Bandeirantes e a  Rodovia Santos Dumont (SP-75) como limite ao restante do município de Campinas e o Rio Capivari como limite com o distrito do Campo Grande,[1] também criado em 2015. O começo do povoamento dessa região é de meados dos anos 1950. Atualmente é o distrito mais populoso da cidade, com cerca de 240 mil habitantes em 140 bairros. [2] A população dessa região se diferencia por ser mais jovem em comparação com a média do restante da cidade.

## História
Ouro Verde, na região sudoeste da cidade, surgiu a partir da década de 50. O crescimento aconteceu sem planejamento e infraestrutura adequados.

### Elevação a distrito

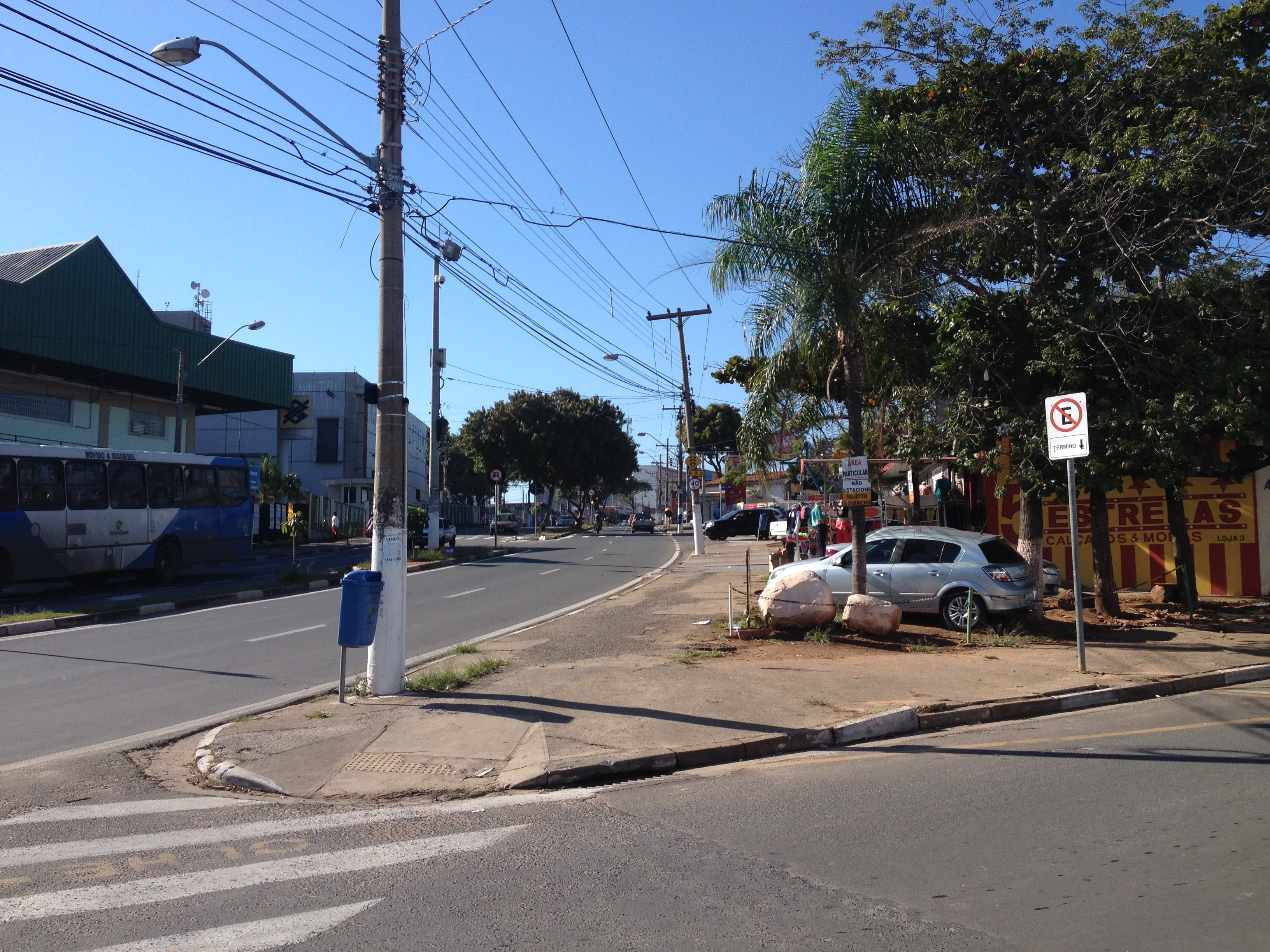
A Rua Armando Frederico Renganeschi é uma das principais vias do Jardim Cristina, bairro no qual se situa o Terminal Ouro Verde.

O Tribunal Regional Eleitoral de São Paulo decidiu que a população de todo município de Campinas votaria pela criação ou não dos distritos do Ouro Verde e do Campo Grande em 5 de outubro de 2014, data do primeiro turno das eleições gerais para os cargos estaduais e federais. O resultado da eleição foi favorável à criação dos dois distritos, com 54,15% dos votos válidos favoráveis à criação do distrito de Ouro Verde.

### Resultado eleitoral
| "Você é a favor da criação do distrito de Ouro Verde?" | "Você é a favor da criação do distrito de Ouro Verde?" | "Você é a favor da criação do distrito de Ouro Verde?" |
| Resposta                                               | Votos                                                  | %                                                      |
| ------------------------------------------------------ | ------------------------------------------------------ | ------------------------------------------------------ |
| Não                                                    | 243367                                                 | 45,85%                                                 |
| Sim                                                    | 287408                                                 | 54,15%                                                 |
| Votos em branco                                        | 59.643                                                 | 9,28%                                                  |
| Votos nulos                                            | 52.314                                                 | 8,14%                                                  |
| Votos válidos                                          | 530.775                                                | 82,58%                                                 |
| Fonte:                                                 |                                                        |                                                        |

- Seções: 2.170
- Eleitorado: 806.999
- Abstenção: 164.267 (20,36%)
- Comparecimento: 642.732 (79,64%)

### Legislação e Limites
O distrito foi oficialmente criado pela Lei municipal 15.059, de 10 de setembro de 2015, publicada na edição do dia seguinte do Diário Oficial do Município,  publicada na edição do dia seguinte do Diário Oficial do Município e promulgada pelo prefeito Jonas Donizette (PSB). Conforme o diploma legal, o distrito de Ouro Verde está separado do distrito de Campo Grande pelo Rio Capivari e do distrito-sede de Campinas pelo eixo da Rodovia dos Bandeirantes (SP-348), iniciando-se no cruzamento da rodovia com o rio, até o cruzamento com a Rodovia Santos Dumont (SP-75), no qual, seguindo por esse eixo, encontra o Rio Capivari-Mirim.

## Galeria

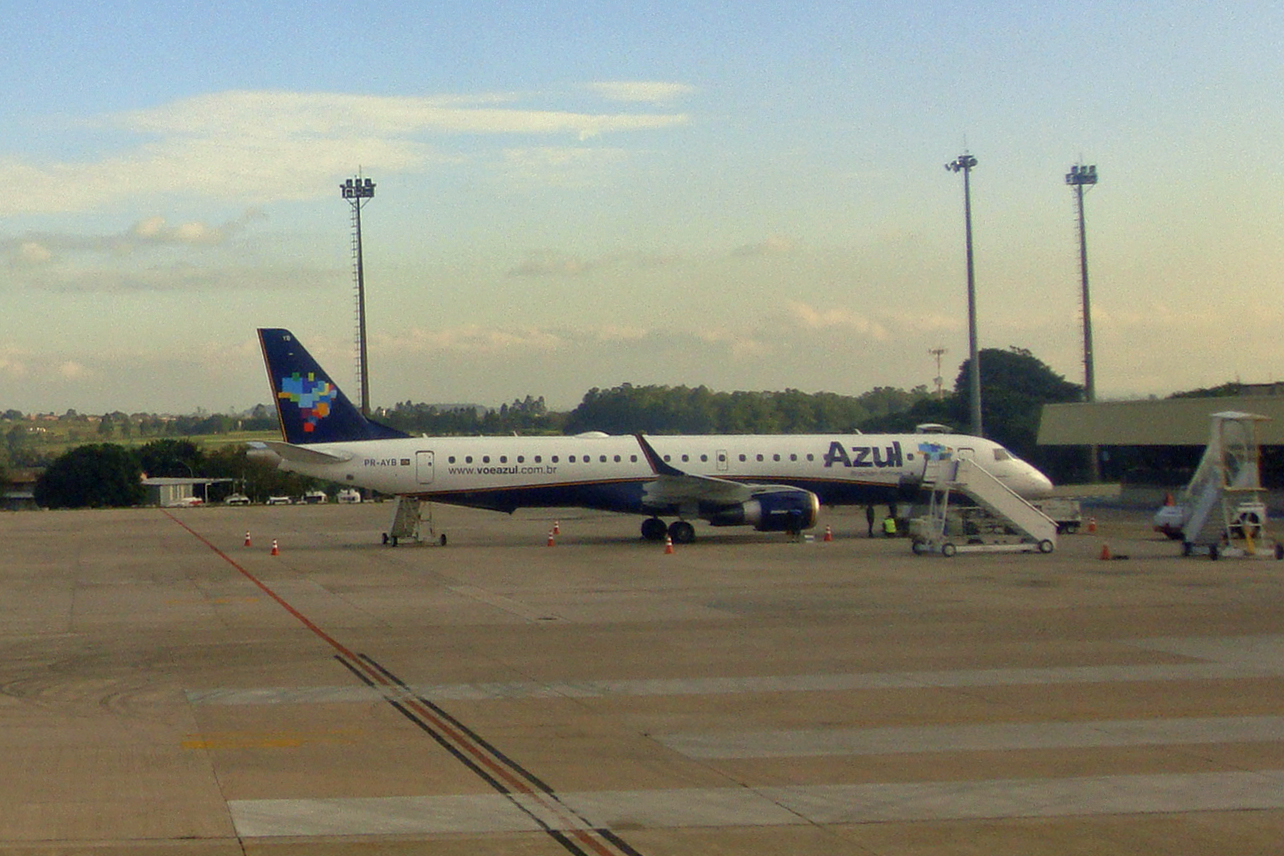
O Aeroporto Internacional de Viracopos situa-se no Ouro Verde.
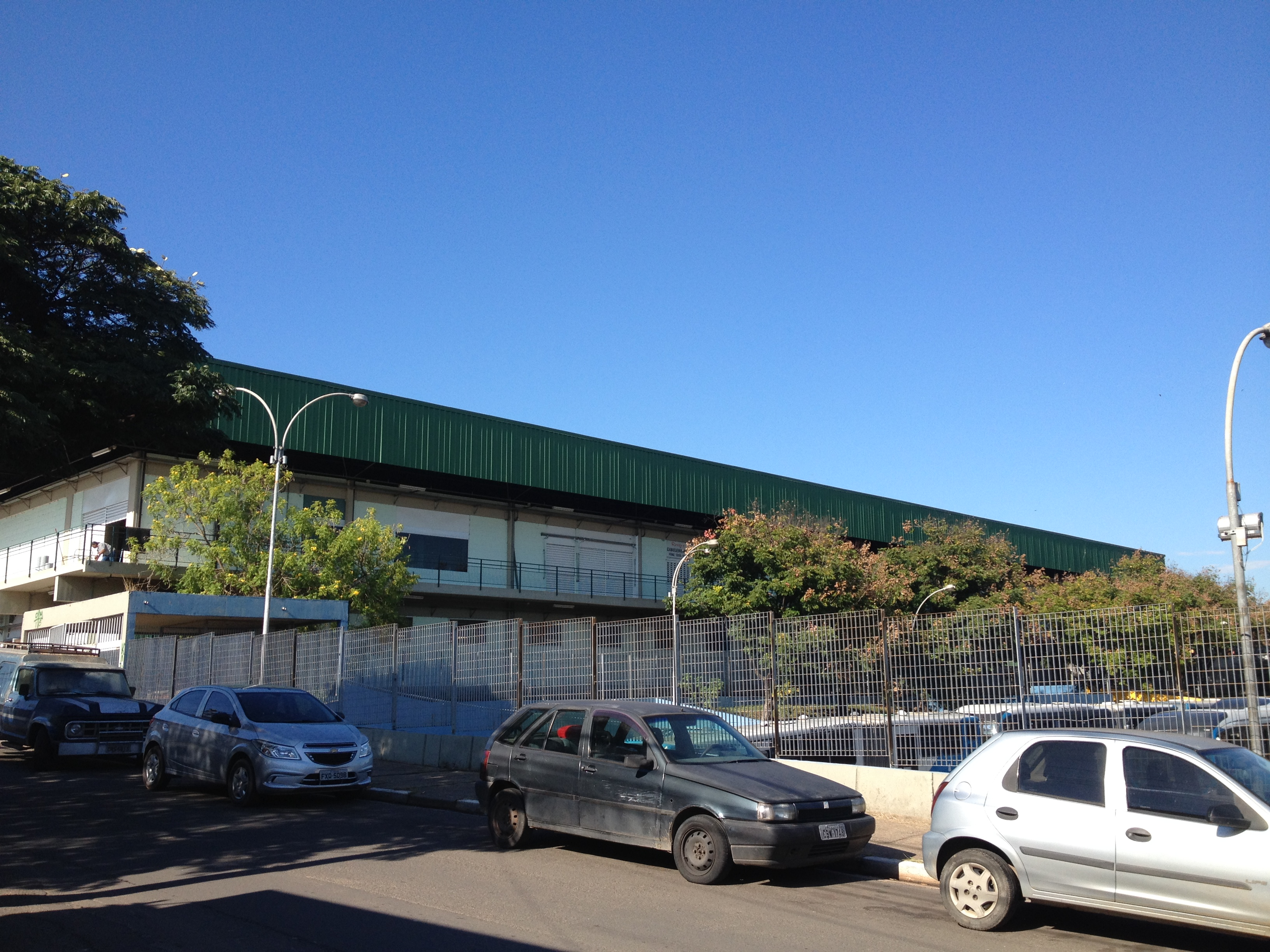
Horto Shopping é um centro de compras de pequeno porte situado ao lado do Terminal Ouro Verde.
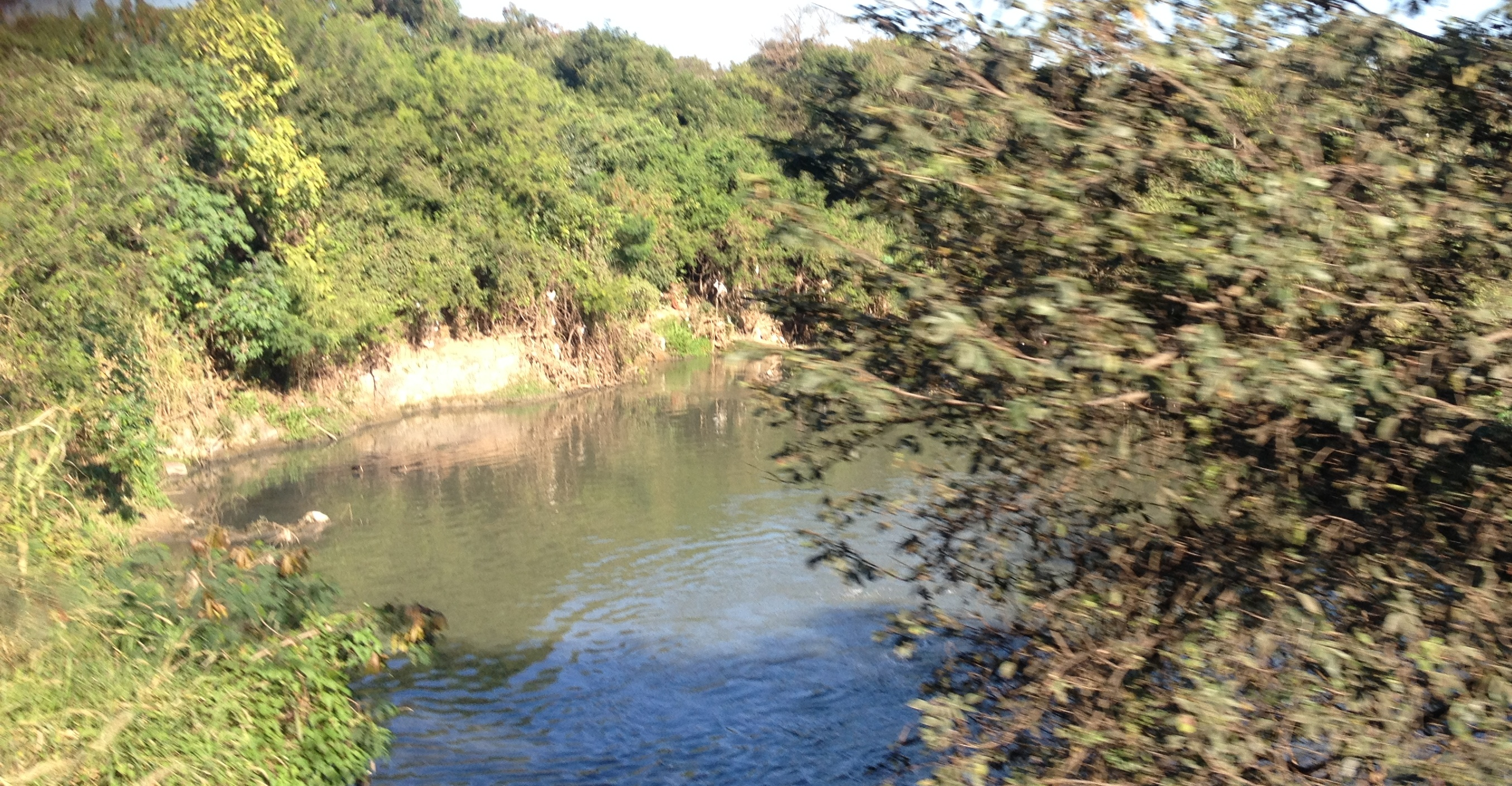
O Rio Capivari na altura do distrito.
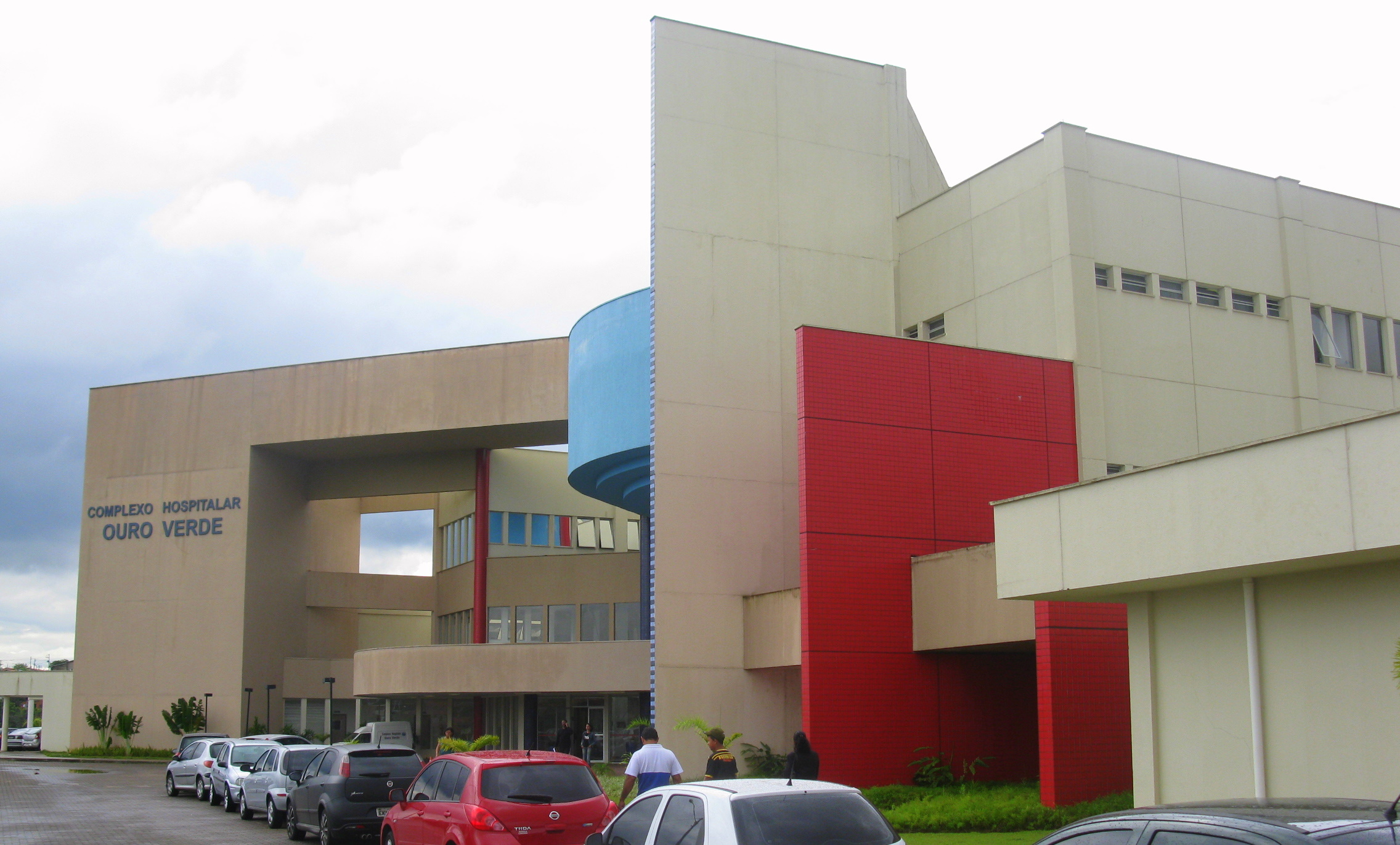
O Hospital Ouro Verde é um dos principais hospitais públicos de Campinas.
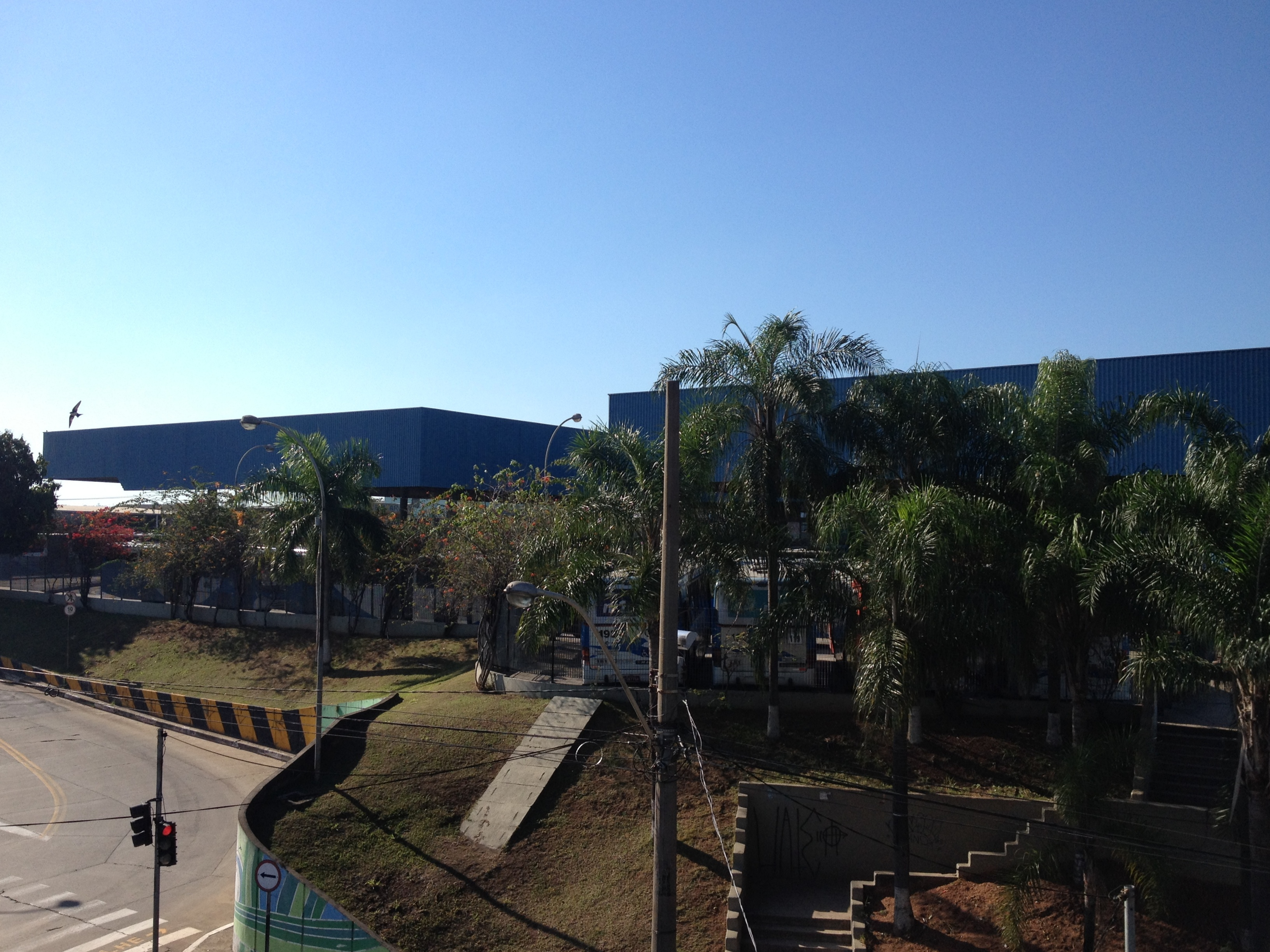
Terminal Ouro Verde - T.O.V.
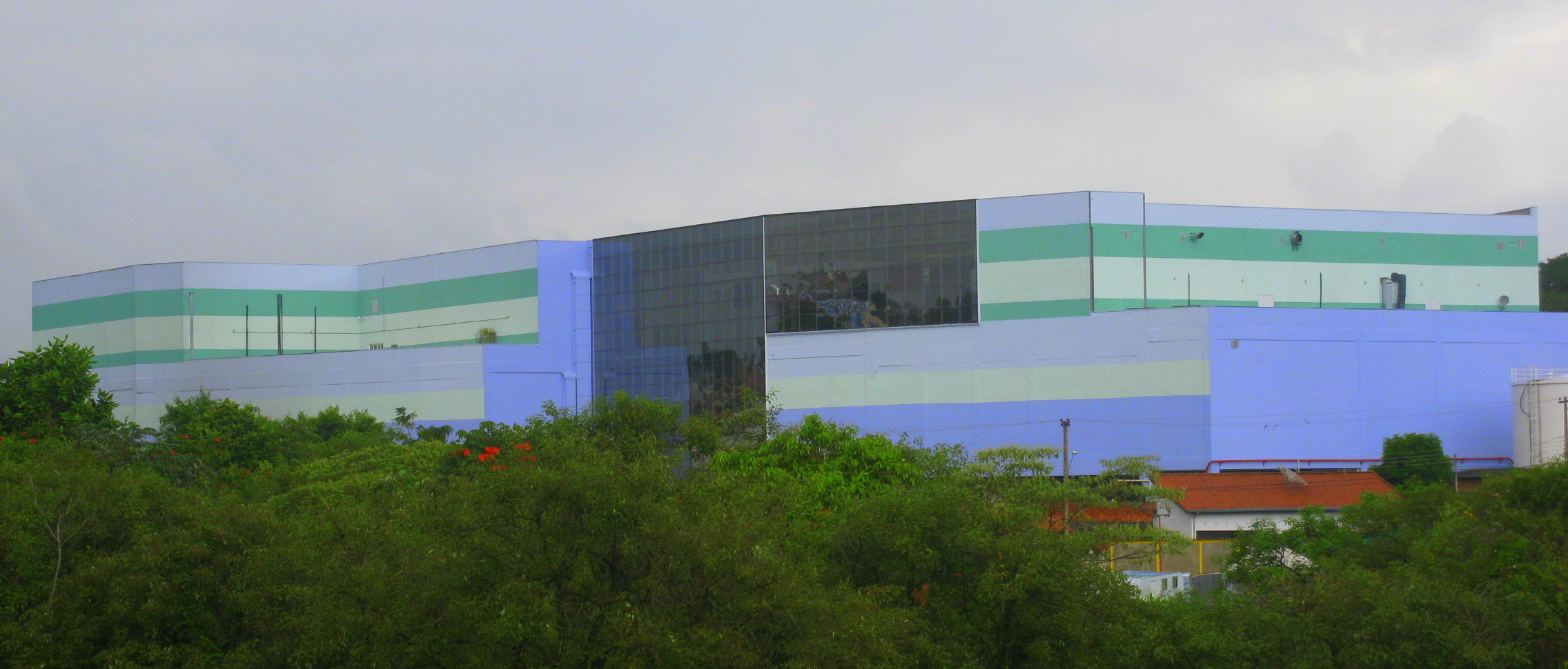
Shopping Spazio Ouro Verde